# Росичка середня
Росичка середня (Drosera intermedia Hayne) — багаторічна трав'яниста комахоїдна рослина.

## Опис
Заввишки 3–12 см. Стебло (1 або 2–3) біля основи коліноподібне, висхідне. Листки клиноподібно-оберненояйцеподібні, зверху і по краях вкриті залозистими волосками, утворюють прикореневу розетку. Квітки білі, зібрані (по 4–10) у суцвіття. Плід — грушоподібна, борозенчаста коробочка. Цвіте у червні — липні. Плодоносить у серпні. Розмножується насінням.

## Поширення
Вид поширений в Атлантичній, Центральній та Східній Європі, Північній Америці. В Україні — Правобережне Полісся, Лісостеп (тераси Дніпра), зрідка — Поділля.

## Місця зростання
Обводнені мезотрофні болота, переважно осоково-сфагнові.

## Чисельність
В Україні популяції нечисленні, спостерігається їхнє скорочення.
Причини зміни чисельності — осушення та освоєння боліт.

## Заходи охорони
Занесено до Червоної книги України. Охороняється в Поліському природному заповіднику та заказниках загальнодержавного значення на Правобережному Поліссі (Перебродівський,  Сомине — у Сарненському районі, Хиноцький заказник , Острівський — у Вараському районі, Рівненської області та ін.).
Слід виявити і надати охоронного статусу місцям зростання виду у Придніпров'ї, контролювати стан популяцій.